# Seleção Gibraltina de Voleibol Masculino
A seleção gibraltina de voleibol masculino é uma equipe europeia composta pelos melhores jogadores de voleibol de Gibraltar. A equipe é mantida pela Federação de Voleibol de Gibraltar (Gibraltar Volleyball Federation). A seleção não consta no ranking mundial da FIVB segundo dados de 4 de janeiro de 2012.